# Carlia tetradactyla
Carlia tetradactyla е вид влечуго от семейство Сцинкови (Scincidae). Видът не е застрашен от изчезване.

## Разпространение и местообитание
Разпространен е в Австралия (Виктория, Куинсланд и Нов Южен Уелс).
Обитава гористи местности, склонове, крайбрежия и плажове. Среща се на надморска височина от 976,8 до 1041,9 m.